# Josh Awotunde
Josh Olayinka Awotunde (Lanham, 12 giugno 1995) è un pesista statunitense, vincitore della medaglia di bronzo ai mondiali di atletica leggera 2022.

## Palmarès
| Anno | Manifestazione  | Sede     | Evento         | Risultato | Prestazione | Note                          |
| ---- | --------------- | -------- | -------------- | --------- | ----------- | ----------------------------- |
| 2022 | Mondiali indoor | Belgrado | Getto del peso | 5º        | 21,70 m     |                               |
| 2022 | Mondiali        | Eugene   | Getto del peso | Bronzo    | 22,29 m     | Miglior prestazione personale |
| 2023 | Mondiali        | Budapest | Getto del peso | 20º (q)   | 19,98 m     |                               |